# 사토 다쿠야 (연출가)
사토 다쿠야(佐藤卓哉, 1950년 ~ )는 일본의 애니메이션 감독, 작가이다.